# Bothrops diporus
La yarará chica oriental (Bothrops diporus) es una especie de serpiente venenosa del género Bothrops, de la subfamilia de las víboras de foseta. Habita en selvas serranas del centro-este de Sudamérica.

## Taxonomía
Esta especie fue descrita originalmente en el año 1862 por el  herpetólogo estadounidense Edward Drinker Cope, bajo el nombre científico de Bothropoides diporus.
Localidad tipo
La localidad tipo es: «región del río Bermejo, en el límite de Paraguay y Argentina»; es decir, en la zona del río Bermejo, en la región chaqueña argentina.
Historia taxonómica
Durante el siglo XX fue incluida en el género Bothrops pero en 2009 fue vuelta a Bothropoides. Finalmente, en el año 2012, luego de una revisión de la morfología, filogenia y taxonomía de las serpientes bothropoides sudamericanas, las especies de ese género fueron nuevamente reincorporadas a Bothrops.

## Distribución y hábitat
Esta especie se distribuye en variados ambientes desde el centro del Brasil, en los estados de: Mato Grosso del Sur, São Paulo,  Paraná, Santa Catarina, y el noroeste de Río Grande del Sur; en Bolivia, el Paraguay, y en gran parte de la Argentina, en las provincias de: Catamarca, Chaco, Córdoba, Corrientes, Formosa, Jujuy, La Pampa, La Rioja, Mendoza, Misiones, Neuquén, Río Negro, Salta, San Luis, Santa Fe, Santiago del Estero y Tucumán, llegando por el sur hasta el norte de la Patagonia argentina.